# Nikolaj Findeisen
Nikolaj Fjodorovitj Findeisen (ryska: Николай Фёдорович Финдейзен), född 24 juli 1868 i Sankt Petersburg, död där 1928, var en rysk musikolog.
Findeisen studerade vid Sankt Petersburgs musikkonservatorium och ägnade sig därefter åt författarskap. Han skrev (på ryska) en rad monografier över äldre och nyare rysk musik, bland annat biografier över Michail Glinka, Aleksandr Serov och Nikolaj Rimskij-Korsakov, men skrev även i utländska skrifter, främst tyska, en rad ingående och informativa artiklar om musiken i Ryssland.